# Gara Berheci, Galați

Gara Berheci este un sat în comuna Gohor din județul Galați, Moldova, România. În localitate se găsește Gara Berheci, iar râul Berheci străbate satul prin partea de sud. Berheci este un nod rutier local, fiind la intersecția Drumului european E85 cu drumurile județene care fac legătura cu Negrilești, cu Țepu sau cu Brăhășești.
 Acest articol despre o localitate din județul Galați este deocamdată un ciot. Puteți ajuta Wikipedia prin completarea lui.